# Maximilian Adler
Pour les articles homonymes, voir Adler.
Maximilian Adler, né à Budweis (Royaume de Bohême) le 21 septembre 1884 et mort à Auschwitz le 16 octobre 1944, est un philologue et professeur d'université tchèque, victime de la Shoah perpétrée par les Nazis.